# Górzno, West Pomeranian Voivodeship
Górzno [ˈɡuʐnɔ] (trước đây Đức göhren) là một ngôi làng ở quận hành chính của Gmina Bierzwnik, trong Choszczno County, Zachodniopomorskie, ở tây bắc Ba Lan. Nó nằm khoảng 6 kilômét (4 mi) về phía tây nam của Bierzwnik, 23 km (14 mi) phía đông nam Choszczno, và 82 km (51 mi) về phía đông nam của thủ đô khu vực Szczecin.
Trước năm 1945, khu vực này là một phần của Đức. Đối với lịch sử của khu vực, xem Lịch sử của Pomerania.